# Josef Neckermann
Josef Neckermann (n. 5 iunie 1912, Würzburg, Germania – d. 13 ianuarie 1992, Dreieich, Hessa, Germania) a fost un antreprenor ce a reprezentat Germania, medaliat olimpic. A participat la 4 ediții ale Jocurilor Olimpice (1960, 1964, 1968, 1972) în care a câștigat două medalii de aur, două medalii de argint și două medalii de bronz.